# Vesícula (geologia)

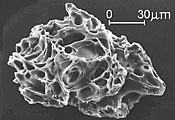
Partícula de cinza vulcânica rica em vesículas.

Vesícula é a designação dada em petrologia às pequenas cavidades de forma esférica, alongada ou irregular que ocorrem nas rochas ígneas extrusivas e em lavas ou tefras causadas pelo escape de gases contidos no magma que as originou.